# Institut national de l'environnement industriel et des risques
 (juillet 2022).
L'Institut national de l'environnement industriel et des risques (INERIS) est l'établissement public français pour la maîtrise des risques technologiques. C'est un établissement public à caractère industriel et commercial (EPIC) créé en 1990 et placé sous la tutelle du ministère français chargé de l'environnement. Il est pour 80 % l'héritier du Centre d’études et recherches des Charbonnages de France (CERCHAR), fonctionnel de 1947 à 1990, et pour 20 % de l'Institut national de recherche chimique appliquée (IRCHA). En 2022, les équipes de l'Ineris rassemblent près de 500 ingénieurs, techniciens et chercheurs ainsi qu'une trentaine de doctorants tous les ans. Son budget s’élevait en 2021 à environ 75 millions d’euros.

## Mission
L'INERIS a pour mission de "réaliser ou de faire réaliser des études et des recherches permettant de prévenir les risques que les activités économiques font peser sur la santé, la sécurité des personnes et des biens, ainsi que sur l'environnement, et de fournir toute prestation destinée à faciliter l'adaptation des entreprises à cet objectif." ,,
L'INERIS a aussi été désigné par la loi Grenelle 2 pour mettre en place et exploiter un guichet unique informatisé, (téléservice administratif), qui doit recenser tous les réseaux implantés en France et les informations principales nécessaires à la réalisation de travaux en toute sécurité à leur proximité (avec obligation de déclaration et de renseignement pour les exploitants de réseaux et pour tout maîtres d'ouvrages et entreprises de travaux)[source insuffisante].
Dans le cadre de la mission de service public de l'INERIS, un site d’information (AIDA) relatif au droit de l’environnement est mis en œuvre.

## Organisation
Outre la direction générale et les directions fonctionnelles, l’INERIS compte quatre directions opérationnelles.

## Domaines d'intervention
L'Ineris intervient dans les domaines suivants:
- la sécurité des énergies nouvelles ,,;
- la sécurité des stockages liés à l'énergie ,;
- la post-exploitation des mines et des énergies fossiles ,;
- l'économie circulaire ,;
- l'appui aux situations d'urgence et de crise environnementale,;
- la compréhension des phénomènes d'incendie et d'explosion ,;
- la sécurité et la sûreté des systèmes industriels ,; 
- la sécurité des carrières et des cavités souterraines,;
- la surveillance des rejets des systèmes industriels ,;
- l'évaluation des expositions environnementales et les risques sanitaires associés ,;
- la dangerosité des substances chimiques ,;
- la qualité de l'air ,;
- l'écotoxicité et la biodiversité,.

## Collaborations
En France, l’INERIS collabore avec différents organismes publics (BRGM, ADEME, Ifremer, IRSN, INRS, AFSS…), des laboratoires de grandes écoles (Écoles des Mines, l'INSA Centre Val de Loire (École nationale supérieure d'ingénieurs de Bourges…) ou d’universités et des associations (EXERA et CNRI). Hors des frontières, l’INERIS participe à des programmes de recherche européens et internationaux[source secondaire nécessaire].

## Organismes comparables dans d'autres pays
- En Belgique:  (La Région wallonne), l’Institut scientifique de service public (ISSeP) est un Organisme d'intérêt public (OIP de type A) créé en 1990 pour succéder à l'Institut des mines (créé en 1902), transformé en Institut national des industries charbonnières (INICHar) en 1947) puis en Institut national des industries extractives (INIEx) en 1967) bénéficiant de plus d'un siècle de retour d'expériences en termes de recherche et d’expertises. (La Région flamande),  Vlaamse Instelling voor Technologisch Onderzoek (VITO) Les activités de recherche se concentrent sur trois domaines ayant un impact en Flandre, en Europe et dans le monde : une économie régénérative, un environnement de vie sain et des écosystèmes résilients. Pour cela, les collaborateurs travaillent en équipes multidisciplinaires autour de plus de 40 domaines de recherche.

- En Allemagne, Fraunhofer-Gesellschaft est un institut allemand spécialisé dans la recherche en sciences appliquées. Un autre équivalent d'INERIS de l'autre côté du Rhin est l'Institut fédéral de recherche et d'essai des matériaux (de). Cet institut, dépendant du Ministère fédéral de l'économie et de la protection du climat allemand, comporte entre autres un groupe de recherche spécialisé dans la sécurité des procédés chimiques et les explosions et effectue de nombreux travaux de recherche liés aux composants nocifs pour la santé et l'environnement présents dans l'atmosphère.